# Брюэр, Джейми
Дже́йми Брю́эр (англ. Jamie Brewer, род. 5 февраля 1985, Калифорния, США) — американская актриса и модель. Наиболее известна благодаря участию в телесериале-антологии «Американская история ужасов» (2011—2018).

## Биография
Джейми Брюэр имеет синдром Дауна. Родилась в Калифорнии и начала свою карьеру в театре. В 2011 году она дебютировала на телевидении со второстепенной ролью в первом сезоне телесериала-антологии «Американская история ужасов».
В дальнейшем Брюэр принимала участие в съемках третьего, четвёртого, седьмого и восьмого сезонов шоу.
Весной 2015 года она появилась на подиуме Нью-Йоркской недели моды.
В 2018 году Брюэр дебютировала на Бродвее в пьесе «Эми и сироты». За свою роль она получила премии «Драма Деск» и «Театральный мир», а также получила номинацию на премию Внешнего общества критиков.
В 2021 году вновь повторила роль Аделаиды Лэнгдон в последнем эпизоде первого сезона спин-оффа сериала «Американская история ужасов» — «Американские истории ужасов».

## Фильмография
| Год       |   | Русское название                         | Оригинальное название               | Роль                    |
| --------- | - | ---------------------------------------- | ----------------------------------- | ----------------------- |
| 2011      | с | Американская история ужасов: Дом-убийца  | American Horror Story: Murder House | Аделаида «Эдли» Лэнгдон |
| 2013      | с | Саутленд                                 | Southland                           | Аманда                  |
| 2013—2014 | с | Американская история ужасов: Шабаш       | American Horror Story: Coven        | Нэн                     |
| 2014—2015 | с | Американская история ужасов: Фрик-шоу    | American Horror Story: Freak Show   | Марджори                |
| 2015      | с | Реймонд и Лейн                           | Raymond & Lane                      | Джейми                  |
| 2017      | с | Американская история ужасов: Культ       | American Horror Story: Cult         | Хедда                   |
| 2018      | с | Американская история ужасов: Апокалипсис | American Horror Story: Apocalypse   | Нэн                     |
| 2021      | с | Американские истории ужасов              | American Horror Stories             | Аделаида «Эдли» Лэнгдон |
| 2021      | ф | По наклонной                             | Cherry                              | Шелли                   |